# Davit Hambardzumjan
Davit Grigori Hambardzumjan (armeniska: Դավիթ Գրիգորի Համբարձումյան, på ryska: Давид Амбарцумян: David Ambartsumjan), född den 24 juni 1956 i Kapan i Armeniska SSR, död den 11 januari 1992 i Jerevan, var en armenisk sovjetisk simhoppare.
Davit Hambardzumjan tog OS-brons i höga hopp i samband med de olympiska simhoppstävlingarna 1980 i Moskva.